# Bibi Aisha
Bibi Aisha (en pachto : بي بي عایشه ; Bibi est un terme de respect signifiant "Dame") née Aisha Mohammadzai, est une femme afghane qui a fui un mariage abusif qu'elle a été forcée de faire à l'adolescence, mais a été arrêtée, emprisonnée, mutilée et laissée pour morte pour la punir de sa fuite. Elle est par la suite secourue par des travailleurs humanitaires et son histoire est présentée dans les nouvelles américaines comme un exemple des effets du règne de terreur des talibans sur les femmes. Depuis 2014, elle vit dans le Maryland en tant que fille adoptive d'un couple afghano-américain et a subi une chirurgie reconstructive.

## Biographie

### Jeunesse
Aisha naît dans une famille afghane en Afghanistan. Elle perd sa mère à un jeune âge. Quand elle a douze ans, son père la promet à un combattant taliban en compensation dans une pratique appelée baad, pour un meurtre commis par un membre de la famille d'Aisha. Elle est forcée d'épouser cet homme à l'âge de quatorze ans. Son mari et sa famille la maltraitent,. À l'âge de dix-huit ans, elle fuit les abus, mais elle est rattrapée par la police, emprisonnée pendant cinq mois et renvoyée chez son père, qui la rend ensuite à son mari. Pour se venger de sa fuite, le beau-père d'Aisha, son mari et trois autres hommes de la famille emmènent Aisha dans les montagnes, lui coupent le nez et les oreilles et la laissent pour morte. Elle rampe jusqu'à la maison de son oncle mais se voit refuser de l'aide. Elle se voit finalement offrir l'asile par son père et son grand-père qui l'emmènent dans une base militaire américaine,,,.

### Apparitions dans les nouvelles américaines

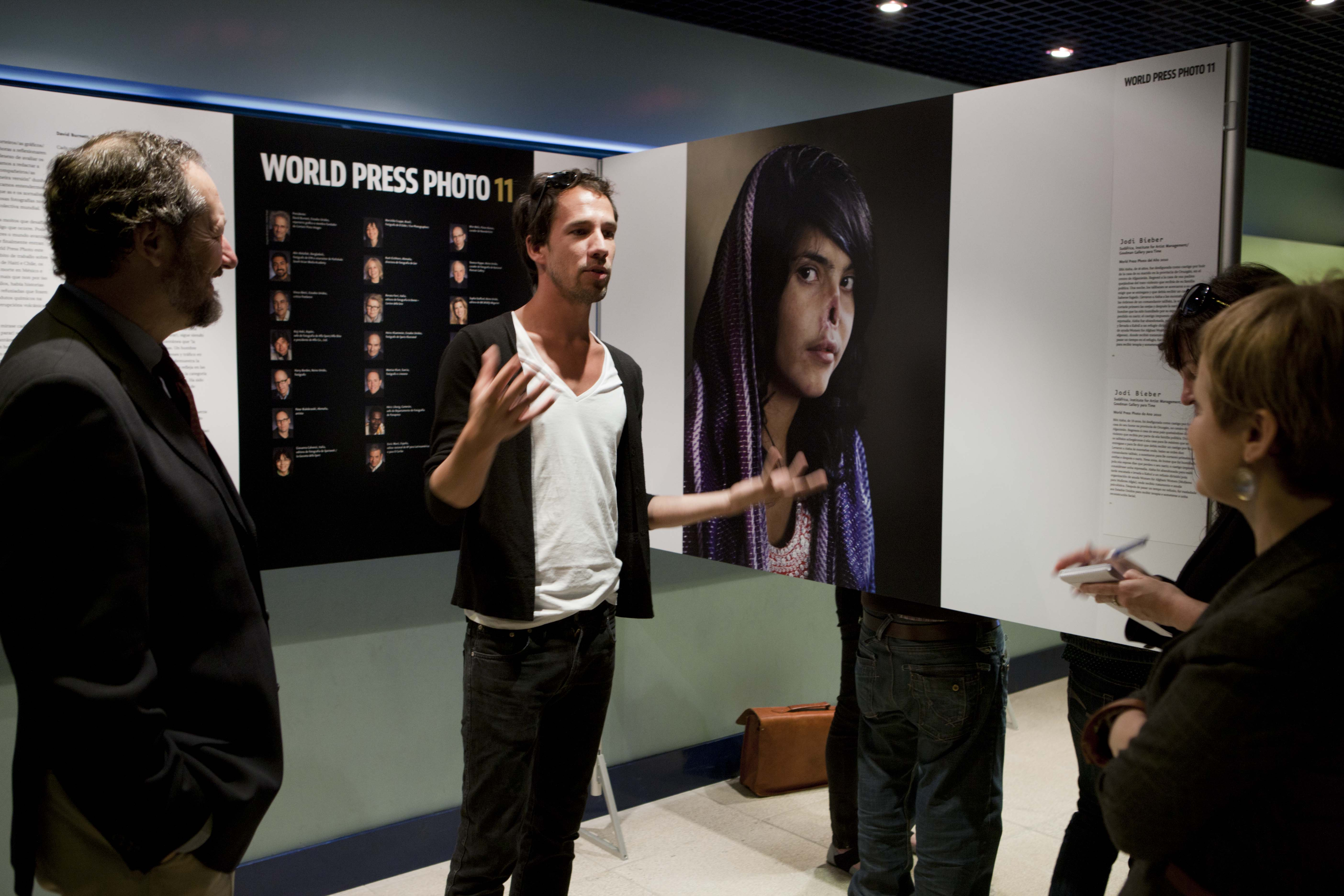
L'image d'Aisha montrée lors d'une présentation de World Press Photo en 2011.

L'histoire d'Aisha apparaît pour la première fois dans The Daily Beast en décembre 2009, ce qui incite de nombreux médecins à offrir une aide gratuite et des chirurgies reconstructives. La Fondation Grossmann Burn en Californie s'engage à effectuer les opérations chirurgicales nécessaires et commence à organiser son visa au printemps 2010.
En mars 2010, Diane Sawyer d'ABC News couvre son histoire, qu'elle revisite en 2014.
Aisha est présentée sur la couverture d'août 2010 du magazine Time et dans l'article correspondant, "Les femmes afghanes et le retour des talibans". L'image de couverture génère une énorme controverse internationale. L'image et le titre de couverture qui l'accompagne, "Que se passe-t-il si nous quittons l'Afghanistan", alimentent le débat sur la guerre en Afghanistan. La photo de couverture est prise par la photographe sud-africaine Jodi Bieber et reçoit le World Press Photo Award en 2010. Cette image d'Aisha est parfois comparée à la photographie Afghan Girl de Sharbat Gula prise par Steve McCurry.

### Vie aux États-Unis
Peu de temps après la couverture du Times en août 2010, Aisha est amenée par avion aux États-Unis pour recevoir une chirurgie reconstructive gratuite/ Après son arrivée en Californie, elle régresse psychologiquement dans des crises non-épileptiques psychogènes, des attaques de panique et des automutilations qui nécessitent une hospitalisation. En raison des événements auxquels elle a été soumise, les médecins déterminent qu'elle n'était pas encore suffisamment stable pour la chirurgie reconstructive exténuante, et ces traumatismes l'amènent à souffrir d'un trouble de la personnalité borderline. Alors que sa chirurgie reconstructive est retardée, elle est prise en charge par le refuge Women for Afghan Women dans le Queens à New York. L'état d'Aisha s'améliore avec un changement de médicaments et les crises cessent.
Plus tard, l'état psychologique d'Aisha s'améliore suffisamment pour qu'elle puisse arrêter de prendre des médicaments pour contrôler son comportement. À partir de 2012, les préparatifs pour faire une reconstruction faciale en plusieurs étapes pour Aisha commencent. Son front est élargi au cours de plusieurs mois pour fournir suffisamment de tissu pour construire un nouveau nez. La structure de son nouveau nez est construite en utilisant du cartilage de son propre corps, et des tissus de sa main gauche sont également utilisés pour la paroi interne. Aisha subit un total de 12 interventions chirurgicales. En 2014, ABC News rend de nouveau visite à Aisha et révèle comment son nouveau nez a modifié son apparence.
Aisha est adoptée par un couple afghano-américain et, depuis 2014, vit dans le Maryland,. Elle étudie l'anglais et les mathématiques et aspire à devenir policière.